# Johann Baptist Ziz
Johann Baptist Ziz ( 1779 – 1829 ) fue un botánico alemán de Renania.
Johann Baptist Ziz nació en Maguncia como hijo del comerciante de vinos y terrateniente Melchor Ziz. Desde 1796 fue aprendiz del farmacéutico Baymer de Maguncia. Después de su formación estudió en Erfurt con Johann Bartholomäus Trommsdorff y en Berlín, y luego trabajó como farmacéutico en Kassel, Frankfurt y Darmstadt. En 1807 regresó a Maguncia, luego a Francia, donde pasó el examen de farmacéutico. Sin embargo, no se hizo cargo de una farmacia, sino que se dedicó principalmente a la botánica. Se convirtió en miembro de varias sociedades científicas (Regensburger botanische Gesellschaft, Senckenbergische Gesellschaft en Frankfurt a. M., Wetterauer Gesellschaft en Hanau), realizó viajes botánicos al sur de Francia y los Pirineos y mantuvo un intercambio activo con Philipp Salzmann, Augustin-Pyrame de Candolle, Wilhelm Daniel Joseph Koch y otros botánicos.
Cuando el tifus de Mayence azotó Maguncia como plaga de guerra en 1813, se hizo cargo de la dirección de la Mohrenapotheke de Maguncia en ausencia del provisional y en 1819 asumió el cargo de profesor de ciencias naturales en el Gymnasium de Maguncia y se convirtió en farmacéutico de la facultad de medicina. Después de convertirse en asesor médico en 1824, recibió su doctorado en la Universidad de Erfurt en 1826. En 1829 fue aceptado en la Junta Directiva del Fondo Universitario de Maguncia. Murió el 1 de diciembre de 1829 y legó su rica biblioteca al gimnasio Mainzer y su considerable herbario al Museo Großherzogliches de Darmstadt. Hoy constituye la base del Herbario del Instituto Botánico de la Universidad Técnica.
El género de planta Zizia de la familia de las umbelíferas (Apiaceae) lleva su nombre para rendir homenaje a los méritos de Ziz.

## Honores

### Epónimos
El género Zizia Koch 1824 (ejemplos son Z. aurea y Z. aptera (A.Gray) Fernald 1939) se nombró en su honor.
- La abreviatura «Ziz» se emplea para indicar a Johann Baptist Ziz como autoridad en la descripción y clasificación científica de los vegetales.[6]